# Артиллери (озеро)
Арти́ллери (англ. Artillery Lake) — озеро в Северо-Западных территориях в Канаде. Расположено на юго-востоке территории, северо-восточнее Большого Невольничьего озера. Одно из больших озёр Канады — площадь водной поверхности 535 км², общая площадь — 551 км², шестнадцатое по величине озеро Северо-Западных территорий. Высота над уровнем моря 364 метров. Озеро принимает весь сток от озера Клинтон-Колден, расположенного севернее, а весь свой сток направляет на юго-запад в залив Мак-Лауд Большого Невольничьего озера, образуя при этом водопад Парри.